# Stroszek (zajezdnia tramwajowa)
Stroszek – zajezdnia tramwajowa Tramwajów Śląskich w Bytomiu, położona przy ul. Drzewnej 2.

## Informacje ogólne
Zajezdnia należy do Rejonu Komunikacyjnego numer 3 Tramwajów Śląskich i posiada 75 wagonów.

## Dni otwarte
Zajezdnię można zwiedzać w ramach cyklu Dni Otwartych Zajezdni, organizowanego od 2001 przez Tramwaje Śląskie (Dawniej PKT Katowice), a w latach wcześniejszych we współpracy z Klubem Miłośników Transportu Miejskiego w Chorzowie Batorym czy organizatorem transportu KZK GOP. Bramy dla zwiedzających były otwarte 27 września 2008, 21 września 2013 i 22 września 2018. Głównymi atrakcjami dni otwartych były parada tramwajów, wystawa taboru, zwiedzanie zajezdni oraz możliwość przejazdu tramwajem w roli motorniczego pod okiem instruktora.
W 2023 roku, wbrew dotychczasowemu harmonogramowi, dzień otwarty nie odbył się w Bytomiu, a w Będzinie. Powodem tego było zawieszenie ruchu tramwajowego pomiędzy centrum Bytomia a zajezdnią w Stroszku, spowodowane pracami modernizacyjnymi.

## Historia
Zajezdnia powstała w 1968 roku. 

## Linie
Zajezdnia Bytom - Stroszek obsługuje następujące linie tramwajowe:
| Linia | Pętla początkowa         | Pętla końcowa                                                                        | Tabor                                                                  | Liczba pociągów |
| ----- | ------------------------ | ------------------------------------------------------------------------------------ | ---------------------------------------------------------------------- | --------------- |
| 5     | Bytom Plac Sikorskiego   | Zabrze zaborze pętla                                                                 | 3 x Konstal 105 na 2 x Konstal 105N HF 11 AC                           | 6               |
| 7     | Bytom Plac Sikorskiego   | Katowice Zawodzie Zajezdnia (zmiana z powodu budowy Centrum Przesiadkowego Zawodzie) | 1 x Konstal 105N-2K (oraz 1 x Pesa 2012N z zajezdni Katowice Zawodzie) | 5               |
| 9     | Bytom Plac Sikorskiego   | Chorzów Rynek                                                                        | 1 x Konstal 105Na                                                      | 8               |
| 19    | Bytom Stroszek Zajezdnia | Katowice Plac Miarki                                                                 | 2 x Konstal 105Na                                                      | 12              |
| 38    | Bytom Kościół św. Trójcy | Bytom Powstańców Śląskich                                                            | 1 x Konstal N z doczepą ND                                             | 1               |
| 49    | Bytom Stroszek Zajezdnia | Bytom Plac Sikorskiego                                                               | b. d.                                                                  | b. d.           |

## Tabor

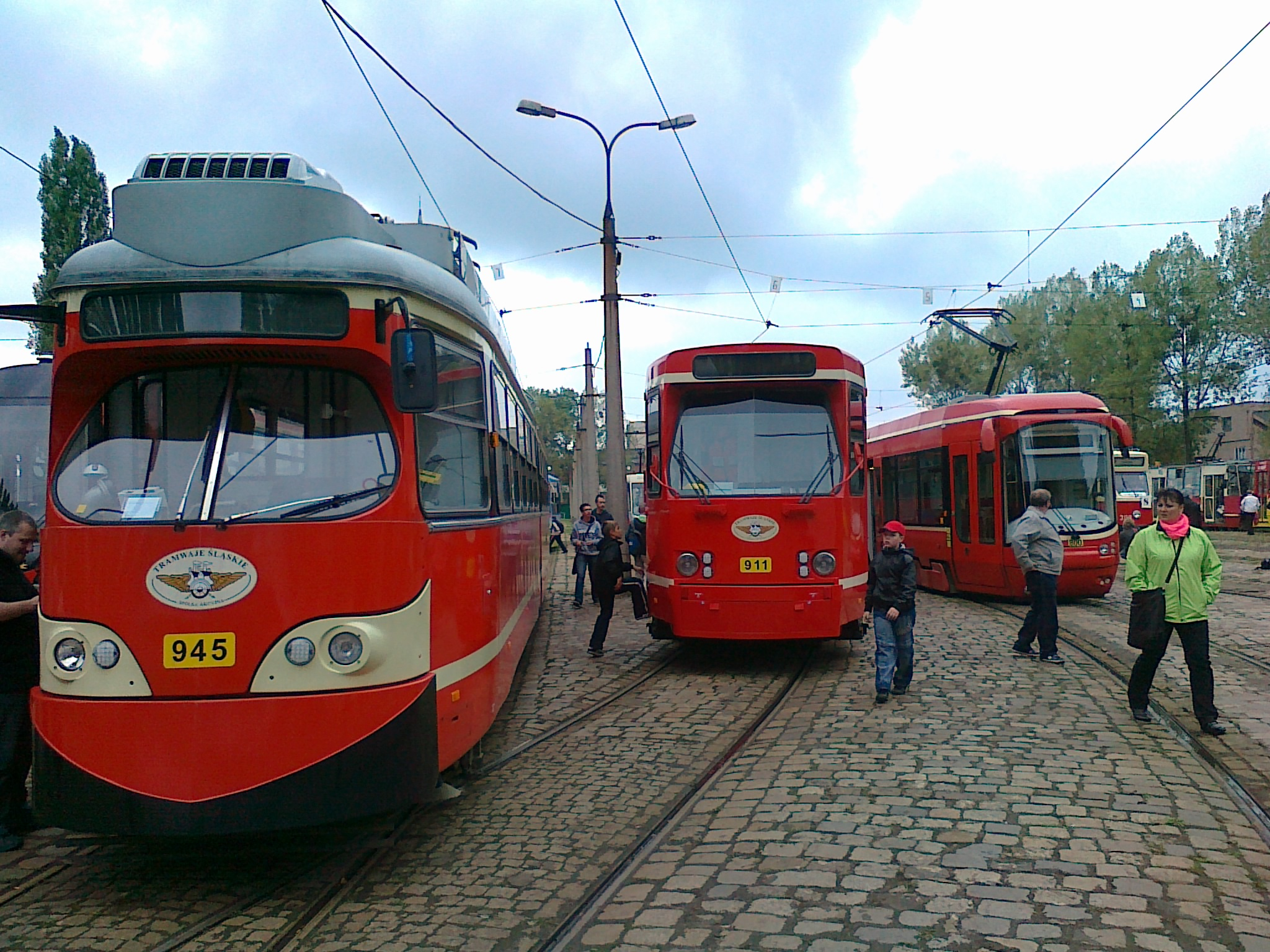
Pokaz wagonów posiadanych przez spółkę Tramwaje Śląskie

21 września 2023 ilostan taboru zajezdni prezentował się następująco:
- Konstal N: 2 sztuki
- Konstal 105Na: 10 sztuk
- Konstal 105N-2k: 16 sztuk
- Konstal 105N HF 11 AC: 15 sztuk
- Konstal 105NF S: 14 sztuk
- Moderus Beta MF 16 AC BD: 7 sztuk
- Moderus Beta MF 11 AC BD: 3 sztuki
- Moderus Beta MF 10 AC: 8 sztuk